# Kaple Panny Marie (Kramolna)
Kaple Panny Marie je římskokatolická kaple na Kramolně. Patří do farnosti Náchod. Je chráněna jako kulturní památka České republiky. V obci je i větší kaple Jména Panny Marie, přičemž obě kaple jsou vzhledem k podobnému zasvěcení často zaměnovány.

## Historie
Podle datace na štítku byla kaple založena v roce 1415 a opravována v letech 1777 a 1934. Podle jiných zdrojů je však z osmnáctého století.

## Bohoslužby
Pravidelné bohoslužby se v kapli nekonají.

## Galerie

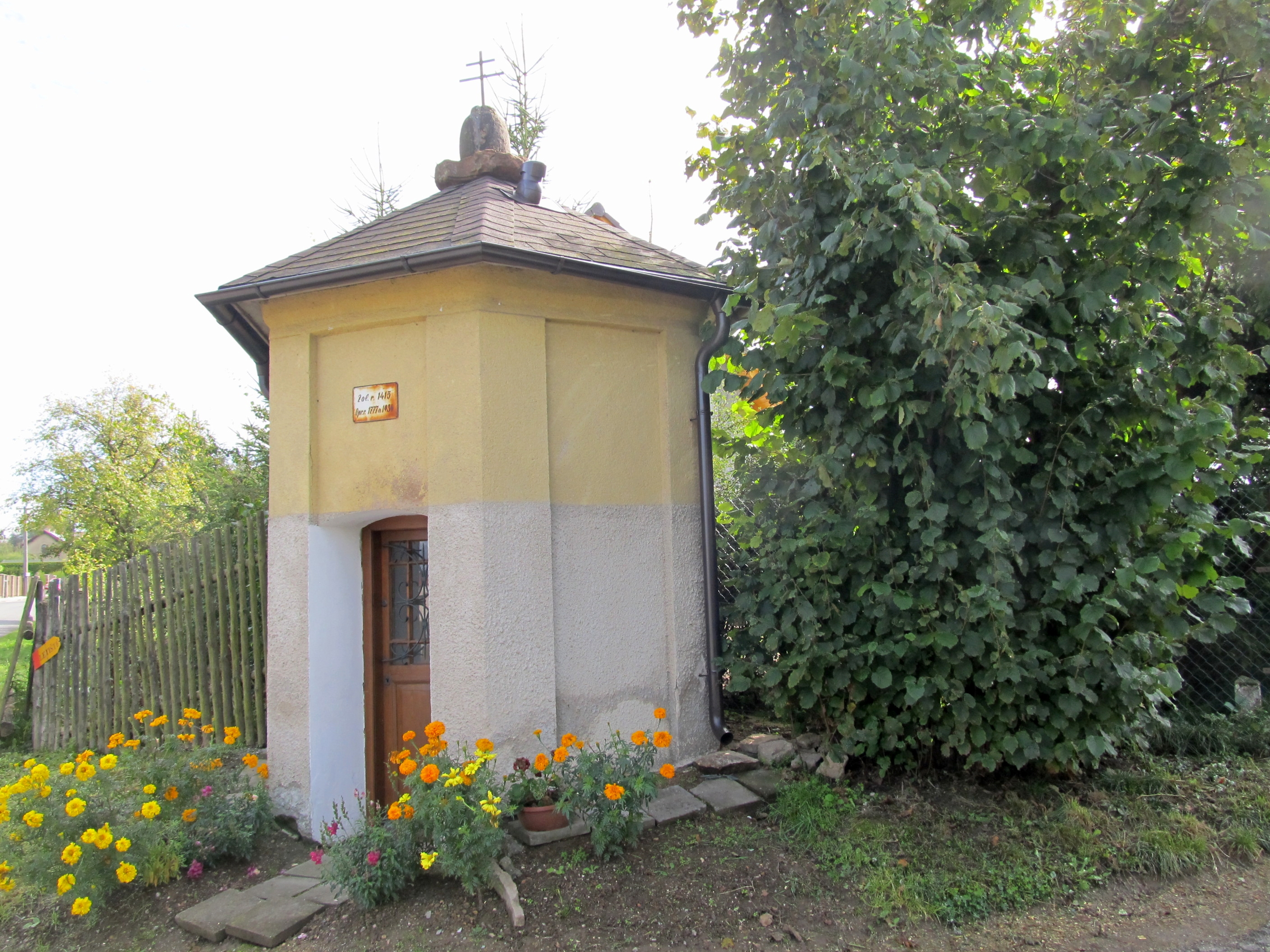
Kaple
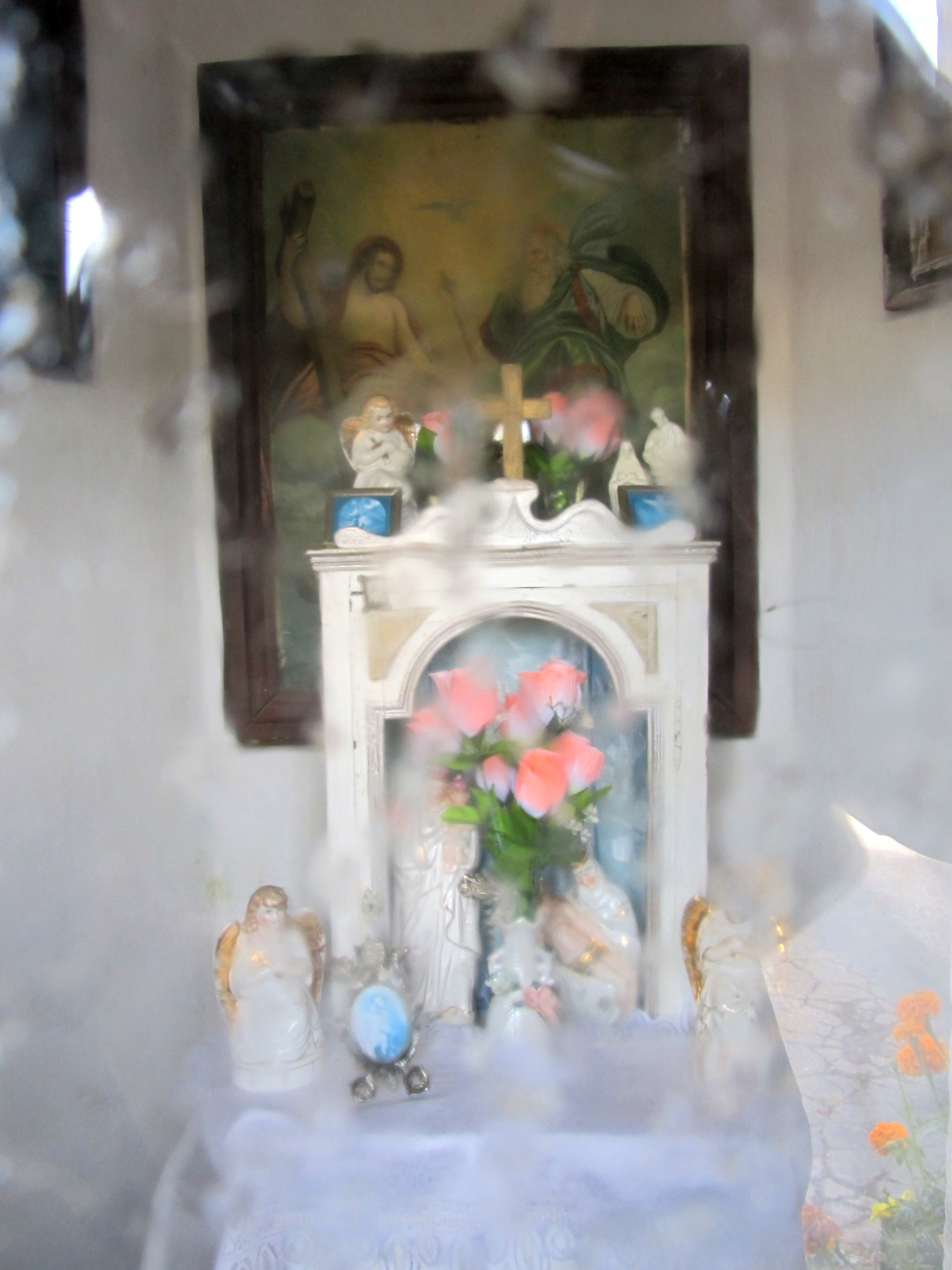
Interiér